# Nowy Jarosław
Nowy Jarosław (do 1945 niem. Neu Järshagen) – wieś w Polsce położona w województwie zachodniopomorskim, w powiecie sławieńskim, w gminie Darłowo przy trasie linii kolejowej Korzybie - Darłowo z przystankiem Nowy Jarosław.
Według danych z 28 września 2009 roku wieś miała 197 stałych mieszkańców.
W latach 1975–1998 miejscowość położona była w województwie koszalińskim.
W Nowym Jarosławiu urodził się niemiecki botanik i entomolog Ernst Holzfuss (1868–1943).